# Рамин
Рамин (њем. Ramin) општина је у њемачкој савезној држави Мекленбург-Западна Померанија. Једно је од 54 општинска средишта округа Икер-Рандов. Према процјени из 2010. у општини је живјело 724 становника. Посједује регионалну шифру (AGS) 13062047.

## Географски и демографски подаци
Рамин се налази у савезној држави Мекленбург-Западна Померанија у округу Икер-Рандов. Општина се налази на надморској висини од 25 метара. Површина општине износи 47,0 km². У самом мјесту је, према процјени из 2010. године, живјело 724 становника. Просјечна густина становништва износи 15 становника/km².